# Orbea
Orbea é uma marca de um fabricante europeu de bicicletas e de produtos relacionados. Foi fundada em 1847 como fabricante de armas, mas na década de 1930 mudou de indústria e iniciou a produção de bicicletas.  Orbea é atualmente um dos principais fabricantes europeus de bicicletas e faz parte da Corporação Mondragon, o maior grupo cooperativo do mundo.
Para além de Espanha, possuí fábricas em Portugal, Alemanha, China, EUA e Austrália. 
A fabrica portuguesa, a Lusorbea fica localizada na zona de Aveiro e produz cerca de 30.000 unidades que são na sua maioria destinadas à exportação.
A Orbea patrocina e financia algumas equipas profissionais de ciclismo que colaboram, por sua vez, no desenvolvimento dos seus produtos. Atualmente as equipas patrocinadas são a Euskaltel-Euskadi (ciclismo), Andalucia (equipa de ciclismo) e a Orbea Continental.